# Dept. Heaven
Dept. Heaven es el nombre dado a una serie de videojuegos desarrollado por el equipo de Product Team A de Sting Entertainment, al mando de Shinichi Ito. Actualmente hay cinco episodios detectados, con cuatro juegos ya liberados así como una subserie. JaJa Explicó en su blog que el sistema de numeración es más de un objetivo en originalidad de diseño de juego, por ejemplo, con Episodio II siendo más original que Episodio I pero no tanto como Episodio III.

## Juegos
Nota: los juegos lanzados van por orden de diseño en vez del orden cronológico.

### Capítulo I: Riviera
El capítulo I toma lugar en la isla flotante de Riviera. Los dos Grim Angels, Ein y Ledah, entran a la puerta celestial por órdenes de Hector, uno de los 7 Magi. Ein es forzado a entrar a Yggdrasil por Ursula, paralizándolo en el proceso pero detecta que su corazón era puro, lo cual es transportado a Elendia y ayuda a las 4 chicas a proteger Riviera de Hector y sus maléficos planes.
Riviera es jugado como una novela gráfica, debido a su sistema Easy Trigger System, que puede cambiar de escenario o explorar usando TP (Trigger Points). Las batallas son 3 vs 4 vía ATB en modo pasivo, en donde la barra Overdrive aparece junto con la barra de ira. Solo puede usar 4 de 15 objetos, cada objeto tiene funciones, alcance y efectos distintos y sin contar con las adivinadoras, su uso es limitado.
Además, desde el capítulo 2, es jugado como simulador de citas, en donde se elige a una de las chicas aumentando su afección, lo que altera el final del juego.

### Capítulo II: Yggdra Union
Yggdra Union se centra en tres juegos: en Blaze Union, Gulcasa, cuyo nombre de origen era Garlot, intenta expandir el imperio Bronquia; en Yggdra Union, Yggdra Yuril Artwaltz escapa de Bronquia hasta tres años después, en donde contraataca a Gulcasa; y en Gloria Union, los piratas intentan conquistar las islas.
En esta subserie, se usa el sistema de cartas, llamado el sistema de Unión, Union System o en caso de los hispanohablántes, Yggdra Card System. Este sistema se difiere de otros juegos de estrategia debido al uso de cartas. Cada carta solo admite un Nº limitado de movidas y un ataque por turno. Cada ataque, el Ace puede crear formaciones mientras que los acompañantes dentro de ella crean las multiuniones. Además, cada carta tiene habilidades únicas. 
Se creó un spin-off para esta subserie llamado Yggdra Unison, que es un juego de estrategia en tiempo real en donde las cartas duran 5 minutos y tienen cierto tiempo de activación.

### Capítulo III
No hay nombres ni información que se ha dado en el capítulo III, hasta el 2008, que iba a ser planeado un MMORPG para PC.

### Capítulo IV: Knights in the Nightmare
El capítulo IV toma lugar en Aventheim, un mundo recientemente interrumpido por la invasión del ejército diabóico. Una de las heroínas invoca el Wisp, en donde este explora Aventheim en busca de caballeros y revela el pasado de ellos, para salvar este mundo.
El juego tiene tres fases: el selector de monstruos (se salta en caso de jefes), la pantalla de tácticas, y la batalla en tiempo real, en donde el jugador controla el Wisp vía pantalla táctil llevando objetos a los personajes sin que toque los disparos enemigos y ordena a los personajes a atacar a los enemigos sin que se agote su VIT. Cada turno dura 60s y se descuenta del Wisp al cargar personajes o cuando es atacado. El jugador gana el escenario al completar la matrix de monstruos de hasta 5x5 en al menos una línea o eliminando al jefe del escenario (se dificulta con los capítulos en donde aparece la heroína).

### Capítulo IX: Gungnir
El capítulo IX toma lugar en el imperio Gargandia en el año 983, en donde se enfrenta los leonicos contra los daltanios. Giulio, un adolescente de 15 años, es parte de la resistencia de Leonica, que con la llegada del arma diabólica Gungnir, decide usar contra Daltania, causando una rebelión en el imperio.
Gungnir es un juego de rol táctico con sistema ATB, pero con cambios en jugabilidad, lo que hace más difícil, debido al realismo al bajar y en los cambios de estado.